# Jastrzębowo
Jastrzębowo – wieś w Polsce położona w województwie wielkopolskim, w powiecie gnieźnieńskim, w gminie Trzemeszno.
We wsi znajduje się poewangelicki kościół pw. Niepokalanego Poczęcia Najświętszej Maryi Panny z 1920 roku.
W latach 1975–1998 miejscowość administracyjnie należała do województwa bydgoskiego.

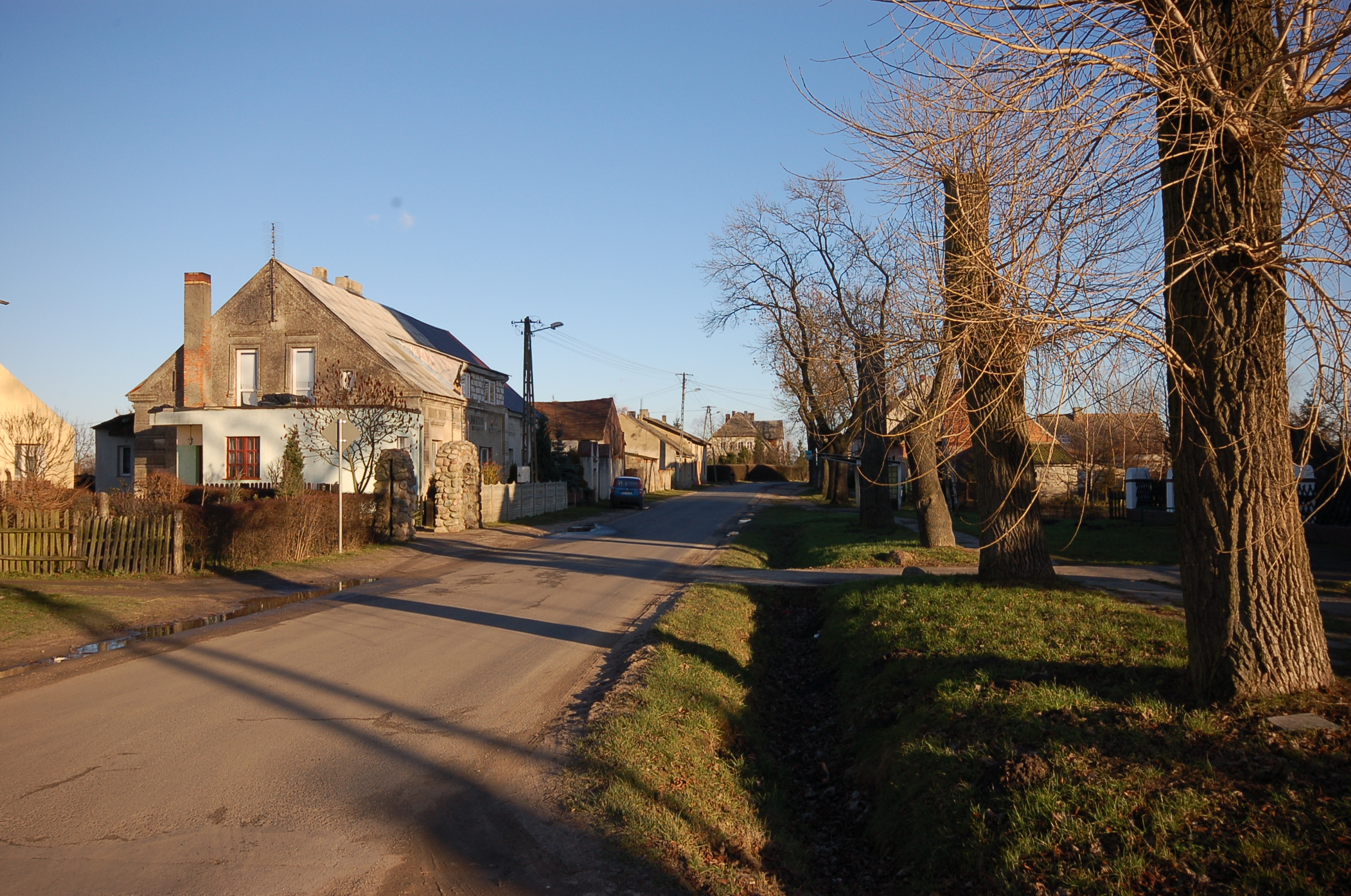
Jastrzębowo